# Skånetrafiken

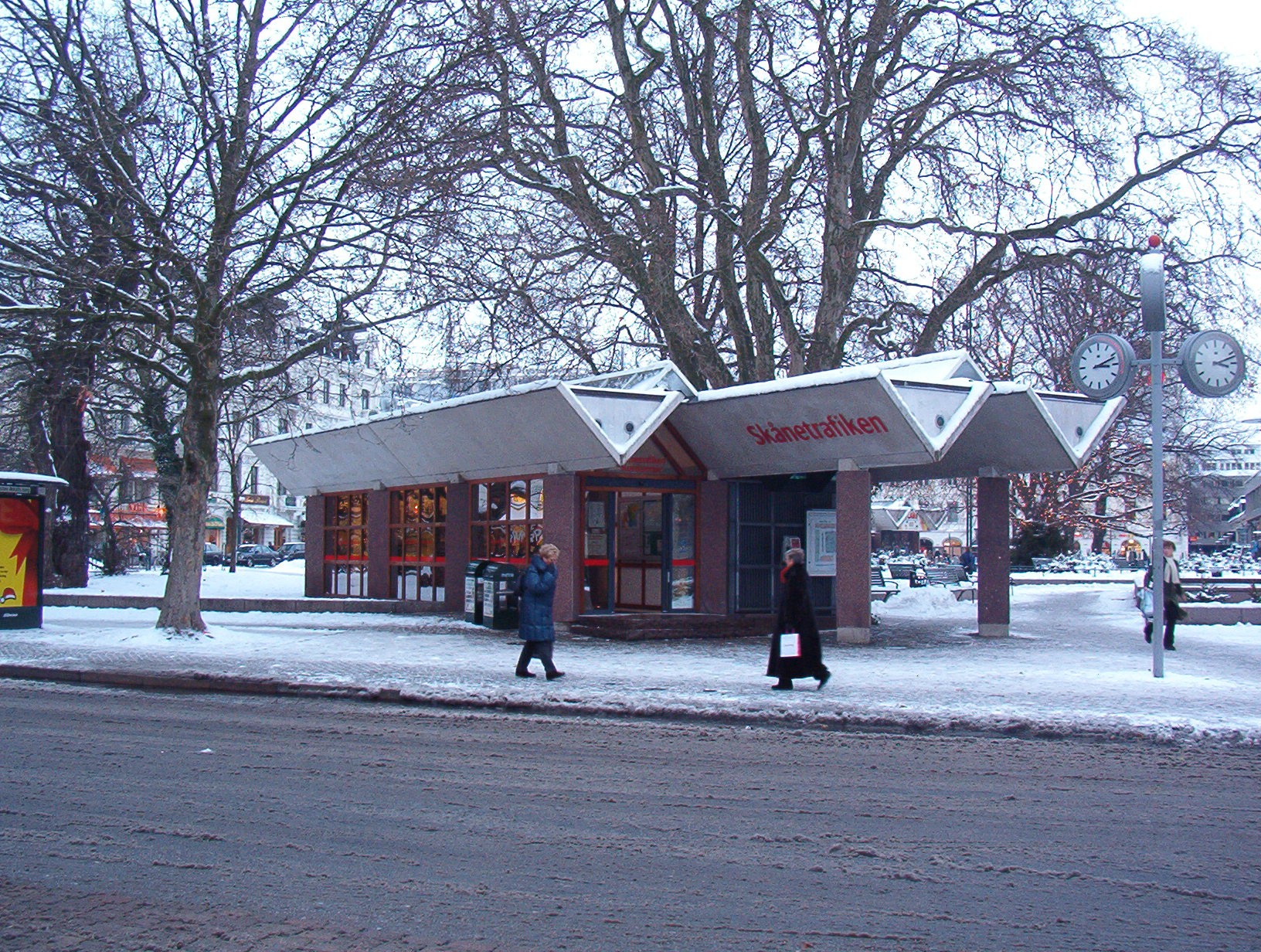
Malmö: ufficio informazioni e biglietteria della Skånetrafiken

Skånetrafiken è un'azienda di trasporto pubblico svedese che opera prevalentemente nella contea della Scania, penisola compresa tra l'Øresund ed il Mar Baltico.

## Esercizio
L'azienda gestisce linee autobus urbane ed interurbane, ferroviarie e la filovia Landskrona-Stazione, unica linea esercitata con filobus dell'intera Svezia, inaugurata il 27 settembre 2003.